# 2012-es labdarúgó-Európa-bajnokság (selejtező – B csoport)
A 2012-es labdarúgó-Európa-bajnokság selejtezőjének B csoportjának mérkőzéseit tartalmazó lapja. A csoport sorsolását 2010. február 7-én tartották Lengyelország fővárosában, Varsóban. A csoportban körmérkőzéses, oda-visszavágós rendszerben játszottak egymással a labdarúgó-válogatottak.
A csoportban hat válogatott, Oroszország, Szlovákia, Írország, Macedónia, Örményország és Andorra szerepelt. A csoportelső Oroszország automatikus résztvevője lett a 2012-es labdarúgó-Európa-bajnokságnak. A csoport második helyezettje, Írország pótselejtezőt játszik.

## Tabella
| Hely. | Csapat       | M  | Gy | D | V  | G+ | G– | Gk  | P  | Továbbjutás                           |     | Oroszország | Írország | Örményország | Szlovákia | Észak-Macedónia | Andorra |
| ----- | ------------ | -- | -- | - | -- | -- | -- | --- | -- | ------------------------------------- | --- | ----------- | -------- | ------------ | --------- | --------------- | ------- |
| 1.    | Oroszország  | 10 | 7  | 2 | 1  | 17 | 4  | +13 | 23 | Kijutott a 2012-es Európa-bajnokságra |     | —           | 0–0      | 3–1          | 0–1       | 1–0             | 6–0     |
| 2.    | Írország     | 10 | 6  | 3 | 1  | 15 | 7  | +8  | 21 | Pótselejtezőbe került                 |     | 2–3         | —        | 2–1          | 0–0       | 2–1             | 3–1     |
| 3.    | Örményország | 10 | 5  | 2 | 3  | 22 | 10 | +12 | 17 |                                       |     | 0–0         | 0–1      | —            | 3–1       | 4–1             | 4–0     |
| 4.    | Szlovákia    | 10 | 4  | 3 | 3  | 7  | 10 | −3  | 15 |                                       | 0–1 | 1–1         | 0–4      | —            | 1–0       | 1–0             |         |
| 5.    | Macedónia    | 10 | 2  | 2 | 6  | 8  | 14 | −6  | 8  |                                       | 0–1 | 0–2         | 2–2      | 1–1          | —         | 1–0             |         |
| 6.    | Andorra      | 10 | 0  | 0 | 10 | 1  | 25 | −24 | 0  |                                       | 0–2 | 0–2         | 0–3      | 0–1          | 0–2       | —               |         |

## Mérkőzések
Az UEFA versenyszabályzatának 11.04 pontja szerint a csoportban szereplő országok labdarúgó-szövetségeinek a sorsolást követően 30 napjuk volt arra, hogy az egyes mérkőzések időpontjairól megegyezzenek. A szövetségek képviselői 2010. március 16-án egyeztettek Moszkvában, azonban nem született megegyezés. Emiatt a mérkőzések dátumait az UEFA határozta meg 2010. március 25-én, Izraelben, a tel-avivi kongresszusán.
| 2010. szeptember 3. 20:00 (UTC+5) |

| Örményország | 0–1               | Írország  |
| ------------ | ----------------- | --------- |
|              | (0–0) Jegyzőkönyv | Fahey 76' |

| Hanrapetakan Stadion, Jereván Nézőszám: 8600 Játékvezető: Szabó Zsolt (magyar) |

| 2010. szeptember 3. 18:30 (UTC+2) |

| Andorra | 0–2               | Oroszország                   |
| ------- | ----------------- | ----------------------------- |
|         | (0–1) Jegyzőkönyv | Pogrebnyak 14' 64' (11-esből) |

| Estadi Comunal d’Aixovall, Andorra la Vella Nézőszám: 1100 Játékvezető: Marco Borg (máltai) |

| 2010. szeptember 3. 20:30 (UTC+2) |

| Szlovákia     | 1–0               | Macedónia |
| ------------- | ----------------- | --------- |
| Hološko 90+1' | (0–0) Jegyzőkönyv |           |

| Štadión Pasienky, Pozsony Nézőszám: 5980 Játékvezető: Claudio Circhetta (svájci) |

| 2010. szeptember 7. 19:00 (UTC+4) |

| Oroszország | 0–1               | Szlovákia |
| ----------- | ----------------- | --------- |
|             | (0–1) Jegyzőkönyv | Stoch 27' |

| Lokomotyiv Stadion, Moszkva Nézőszám: 27 052 Játékvezető: Frank De Bleeckere (belga) |

| 2010. szeptember 7. 20:00 (UTC+2) |

| Macedónia                                 | 2–2               | Örményország                            |
| ----------------------------------------- | ----------------- | --------------------------------------- |
| Gjurovszki 42' Naumoszki 90+6' (11-esből) | (1–1) Jegyzőkönyv | Movsziszjan 41' Edgar Manucsarjan 90+1' |

| II. Philipposz Aréna, Szkopje Nézőszám: 9000 Játékvezető: Espen Berntsen (norvég) |

| 2010. szeptember 7. 19:45 (UTC+1) |

| Írország                        | 3–1   | Andorra      |
| ------------------------------- | ----- | ------------ |
| Kilbane 15' Doyle 41' Keane 54' | (2–1) | Martínez 45' |

| Aviva Stadion, Dublin Nézőszám: 40 283 Játékvezető: Leóntiosz Tráttu (ciprusi) |

| 2010. október 8. 20:00 (UTC+5) |

| Örményország                               | 3–1               | Szlovákia |
| ------------------------------------------ | ----------------- | --------- |
| Movsziszjan 23' Gazarjan 50' Mhitarján 89' | (1–1) Jegyzőkönyv | Weiss 37' |

| Hanrapetakan Stadion, Jereván Nézőszám: 8500 Játékvezető: Daniele Orsato (olasz) |

| 2010. október 8. 19:00 (UTC+2) |

| Andorra | 0–2               | Macedónia              |
| ------- | ----------------- | ---------------------- |
|         | (0–1) Jegyzőkönyv | Naumoski 42' Šikov 60' |

| Estadi Comunal d’Aixovall, Andorra la Vella Nézőszám: 550 Játékvezető: Gediminas Mažeika (litván) |

| 2010. október 8. 19:45 (UTC+1) |

| Írország                      | 2–3               | Oroszország                            |
| ----------------------------- | ----------------- | -------------------------------------- |
| Keane 72' (11-esből) Long 78' | (0–2) Jegyzőkönyv | Kerzsakov 11' Dzagojev 29' Sirokov 50' |

| Aviva Stadion, Dublin Nézőszám: 50 411 Játékvezető: Kevin Blom (holland) |

| 2010. október 12. 20:00 (UTC+5) |

| Örményország                                           | 4–0               | Andorra |
| ------------------------------------------------------ | ----------------- | ------- |
| Gazarjan 4' Mhitarján 16' Movsziszjan 33' Pizzelli 52' | (3–0) Jegyzőkönyv |         |

| Hanrapetakan Stadion, Jereván Nézőszám: 12 000 Játékvezető: Tomasz Mikulski (lengyel) |

| 2010. október 12. 20:30 (UTC+2) |

| Macedónia | 0–1               | Oroszország  |
| --------- | ----------------- | ------------ |
|           | (0–1) Jegyzőkönyv | Kerzsakov 8' |

| II. Philipposz Aréna, Szkopje Nézőszám: 10 500 Játékvezető: Stefan Johannesson (svéd) |

| 2010. október 12. 20:30 (UTC+2) |

| Szlovákia  | 1–1               | Írország   |
| ---------- | ----------------- | ---------- |
| Ďurica 36' | (1–1) Jegyzőkönyv | Ledger 16' |

| Stadium Pod Dubňom, Zsolna Nézőszám: 10 892 Játékvezető: Alberto Undiano Mallenco (spanyol) |

| 2011. március 26. 19:00 (UTC+4) |

| Örményország | 0–0         | Oroszország |
| ------------ | ----------- | ----------- |
|              | Jegyzőkönyv |             |

| Hanrapetakan Stadion, Jereván Nézőszám: 14 400 Játékvezető: Craig Thomson (skót) |

| 2011. március 26. 20:00 (UTC+1) |

| Andorra | 0–1               | Szlovákia |
| ------- | ----------------- | --------- |
|         | (0–1) Jegyzőkönyv | Šebo 21'  |

| Estadi Comunal d’Aixovall, Andorra la Vella Nézőszám: 850 Játékvezető: Menashe Masiah (izraeli) |

| 2011. március 26. 19:45 (UTC) |

| Írország             | 2–1               | Macedónia        |
| -------------------- | ----------------- | ---------------- |
| McGeady 2' Keane 21' | (2–1) Jegyzőkönyv | Tricskovszki 45' |

| Aviva Stadion, Dublin Nézőszám: 33 200 Játékvezető: Vad István (magyar) |

| 2011. június 4. 19:00 (UTC+4) |

| Oroszország                         | 3–1               | Örményország |
| ----------------------------------- | ----------------- | ------------ |
| Pavljucsenko 26' 59' 73' (11-esből) | (1–1) Jegyzőkönyv | Pizzelli 25' |

| Petrovszkij Stadion, Szentpétervár Nézőszám: 18 000 Játékvezető: Stéphane Lannoy (francia) |

| 2011. június 4. 20:15 (UTC+2) |

| Szlovákia  | 1–0               | Andorra |
| ---------- | ----------------- | ------- |
| Karhan 63' | (0–0) Jegyzőkönyv |         |

| Štadión Pasienky, Pozsony Nézőszám: 4300 Játékvezető: Lorenc Jemini (albán) |

| 2011. június 4. 21:30 (UTC+2) |

| Macedónia | 0–2               | Írország     |
| --------- | ----------------- | ------------ |
|           | (0–2) Jegyzőkönyv | Keane 7' 37' |

| Philip II Arena, Szkopje Nézőszám: 29 500 Játékvezető: Florian Meyer (német) |

| 2011. szeptember 2. 18:00 (UTC+2) |

| Andorra | 0–3               | Örményország                                          |
| ------- | ----------------- | ----------------------------------------------------- |
|         | (0–1) Jegyzőkönyv | Pizzelli 34' Ghazaryan 75' Mhitarján 90+2' (11-esből) |

| Camp d’Esports d’Aixovall, Andorra la Vella Nézőszám: 750 Játékvezető: Alexander Kostadinov (bolgár) |

| 2011. szeptember 2. 20:00 (UTC+4) |

| Oroszország | 1–0               | Macedónia |
| ----------- | ----------------- | --------- |
| Semshov 41' | (1–0) Jegyzőkönyv |           |

| Luzsnyiki Stadion, Moszkva Nézőszám: 31 028 Játékvezető: Bülent Yıldırım (török) |

| 2011. szeptember 2. 19:45 (UTC+1) |

| Írország | 0–0         | Szlovákia |
| -------- | ----------- | --------- |
|          | Jegyzőkönyv |           |

| Aviva Stadion, Dublin Nézőszám: 35 480 Játékvezető: Pedro Proença (portugál) |

| 2011. szeptember 6. 19:00 (UTC+4) |

| Oroszország | 0–0         | Írország |
| ----------- | ----------- | -------- |
|             | Jegyzőkönyv |          |

| Luzsnyiki Stadion, Moszkva Nézőszám: 49 515 Játékvezető: Felix Brych (német) |

| 2011. szeptember 6. 20:00 (UTC+2) |

| Macedónia     | 1–0               | Andorra |
| ------------- | ----------------- | ------- |
| Ivanovski 59' | (0–0) Jegyzőkönyv |         |

| Philip II Arena, Szkopje Nézőszám: 5000 Játékvezető: Mark Steven Whitby (walesi) |

| 2011. szeptember 6. 20:15 (UTC+2) |

| Szlovákia | 0–4               | Örményország                                             |
| --------- | ----------------- | -------------------------------------------------------- |
|           | (0–0) Jegyzőkönyv | Movsisyan 57' Mhitarján 70' Ghazaryan 80' Sarkisov 90+1' |

| Stadium Pod Dubňom, Zsolna Nézőszám: 7238 Játékvezető: Marcin Borski (lengyel) |

| 2011. október 7. 20:00 (UTC+5) |

| Örményország                                            | 4–1               | Macedónia |
| ------------------------------------------------------- | ----------------- | --------- |
| Pizzelli 28' Mhitarján 34' Ghazaryan 69' Sarkisov 90+1' | (2–0) Jegyzőkönyv | Šikov 86' |

| Hanrapetakan Stadion, Jereván Nézőszám: 14 403 Játékvezető: Robert Schörgenhofer (osztrák) |

| 2011. október 7. 20:15 (UTC+2) |

| Szlovákia | 0–1               | Oroszország  |
| --------- | ----------------- | ------------ |
|           | (0–0) Jegyzőkönyv | Dzagojev 71' |

| Stadium Pod Dubňom, Zsolna Nézőszám: 10 087 Játékvezető: Jonas Eriksson (svéd) |

| 2011. október 7. 21:30 (UTC+2) |

| Andorra | 0–2               | Írország             |
| ------- | ----------------- | -------------------- |
|         | (0–2) Jegyzőkönyv | Doyle 7' McGeady 20' |

| Estadi Comunal, Andorra la Vella Nézőszám: 860 Játékvezető: Libor Kovařík (cseh) |

| 2011. október 11. |

| Oroszország                                                                       | 6–0               | Andorra |
| --------------------------------------------------------------------------------- | ----------------- | ------- |
| Dzagojev 5' 44' Ignashevich 26' Pavlyuchenko 30' Glushakov 59' Biljaletgyinov 78' | (4–0) Jegyzőkönyv |         |

| Luzsnyiki Stadion, Moszkva Nézőszám: 38 790 Játékvezető: Eli Hacmon (izraeli) |

| 2011. október 11. |

| Írország                            | 2–1               | Örményország  |
| ----------------------------------- | ----------------- | ------------- |
| V. Aleksanyan 43' (öngól) Dunne 59' | (1–0) Jegyzőkönyv | Mhitarján 62' |

| Aviva Stadion, Dublin Nézőszám: 45 200 Játékvezető: Eduardo Iturralde González (spanyol) |

| 2011. október 11. |

| Macedónia   | 1–1               | Szlovákia   |
| ----------- | ----------------- | ----------- |
| Noveski 80' | (0–0) Jegyzőkönyv | Piroska 54' |

| Philip II Arena, Szkopje Nézőszám: 4100 Játékvezető: Tony Chapron (francia) |

## Gólszerzők
6 gólos
- Henrih Mhitarján

5 gólos
| - Gevorg Ghazaryan | - Robbie Keane |  |

4 gólos
| - Yura Movsisyan - Marcos Pizzelli | - Alan Dzagojev | - Roman Pavlyuchenko |

2 gólos
| - Artur Sarkisov - Ilčo Naumoski - Vanče Šikov | - Kevin Doyle - Aiden McGeady | - Alekszandr Kerzsakov - Pavel Pogrebnyak |

1 gólos
| - Cristian Martínez - Edgar Manucharyan - Mario Gjurovski - Mirko Ivanovski - Nikolče Noveski - Ivan Tričkovski - Richard Dunne - Keith Fahey | - Kevin Kilbane - Shane Long - Sean St Ledger - Gyinyijar Biljaletgyinov - Denis Glushakov - Sergei Ignashevich - Igor Semshov - Roman Shirokov | - Ján Ďurica - Filip Hološko - Miroslav Karhan - Juraj Piroska - Filip Šebo - Miroslav Stoch - Vladimír Weiss |

1 öngólos
- Valeri Aleksanyan (Írország ellen)

## Nézőszám
| Ország       | Legmagasabb | Legalacsonyabb | Összesen | Átlagos |
| ------------ | ----------- | -------------- | -------- | ------- |
| Andorra      | 1100        | 550            | 4110     | 822     |
| Örményország | 14 403      | 8500           | 57 903   | 11 581  |
| Macedónia    | 29 500      | 4100           | 58 100   | 11 620  |
| Írország     | 50 411      | 33 200         | 204 574  | 40 915  |
| Oroszország  | 49 515      | 18 000         | 164 385  | 32 877  |
| Szlovákia    | 10 892      | 4300           | 38 497   | 7699    |

## Külső hivatkozások
- UEFA hivatalos honlapja
- A 2012-es labdarúgó-Európa-bajnokság hivatalos oldala
- A 2012-es labdarúgó-Európa-bajnokság szabályzata